# Tirotricina
La tirotricina es un antibiótico, preparado a partir del Bacillus brevis, que fue aislado de ciertas bacterias del suelo por el bacteriólogo estadounidense René Dubos en 1939. Este fue el primer antibiótico utilizado en enfermedades humanas. Se emplea para el tratamiento de ciertas infecciones externas especialmente como antiséptico bucofaríngeo en ciertos caramelos.